# Rudolf Echt
Rudolf Echt (* 9. September 1950 in Völklingen-Wehrden) ist ein deutscher Prähistoriker.

## Leben
Nach dem Abitur im Sommer 1968 studierte er ab dem Wintersemester 1968/69 zunächst Kunstgeschichte und Germanistik an der Universität des Saarlandes in Saarbrücken. Nach einer Unterbrechung durch den Wehrdienst von 1969 bis 1971 nahm er das Studium der Kunstgeschichte wieder auf und wählte Vor- und Frühgeschichte, Mittelalterliche Geschichte und Historische Hilfswissenschaften als weitere Studienfächer. Nach der Promotion im Jahr 1979 zum Dr. phil. in Kunstgeschichte trat er an der Universität des Saarlandes die Stelle eines wissenschaftlichen Mitarbeiters in der damaligen Fachrichtung für Vor- und Frühgeschichte und Vorderasiatische Archäologie an, die von Rolf Hachmann geleitet wurde. Er war Mitarbeiter des Grabungsprojektes des Instituts auf dem Siedlungshügel Tell Kāmid el-Lōz im Libanon, an dem er bereits seit dem Jahr 1972 als Student teilgenommen hatte. Im Jahr 1984 veröffentlichte er eine wichtige Arbeit zur Stratigraphie des Siedlungshügels. Nach der Habilitation im Jahr 1992 in Vor- und Frühgeschichte zum keltischen Fürstinnengrab von Reinheim hatte er 1999 einen Lehrauftrag an der Universität Metz. 2004 wurde er zum außerplanmäßigen Professor der Universität des Saarlandes ernannt. Seit Oktober 2017 lebt er im Ruhestand.
Seine Forschungsschwerpunkte sind vorrömische Eisenzeit, Paläometallurgie und vor- und frühgeschichtliche Kunst.
Echt ist Korrespondierendes Mitglied des Deutschen Archäologischen Instituts.

## Werke (Auswahl)
- Émile Boeswillwald als Denkmalpfleger. Untersuchungen zu Problemen und Methoden der französischen Denkmalpflege im 19. Jahrhundert (= Studien zur Bauforschung. Band 13) (= Saarbrücker Beiträge zur Altertumskunde. Band 39). Habelt, Bonn 1984, ISBN 3-7749-2067-2 (zugleich Dissertation, Saarbrücken 1979).
- Die Stratigraphie (= Bericht über die Ergebnisse der Ausgrabungen in Kāmid el-Lōz. Band 5) (= Saarbrücker Beiträge zur Altertumskunde. Band 34). Habelt, Bonn 1984, ISBN 3-7749-2023-0.
- mit Wolf-Rüdiger Thiele: Von Wallerfangen bis Waldalgesheim. Ein Beitrag zu späthallstatt- und frühlatènezeitlichen Goldschmiedearbeiten (= Saarbrücker Studien und Materialien zur Altertumskunde. Band 3). Habelt, Bonn 1994, ISBN 3-7749-2668-9.
- Das Fürstinnengrab von Reinheim. Studien zur Kulturgeschichte der Früh-La-Tène-Zeit (= Blesa. Band 2) (= Saarbrücker Beiträge zur Altertumskunde. Band 69). Habelt, Bonn 1999, ISBN 3-7749-2952-1 (zugleich Habilitationsschrift, Saarbrücken 1992).